# J.J.J., O Amigo do Super-Homem
J.J.J., O Amigo do Super-Homem é um filme de comédia brasileiro de 1978, dirigido por Denoy de Oliveira e produzido pela Telemil Filmes Ltda e pela  Embrafilme Empresa Brasileira de Filmes S.A.  Baseia-se na novela João Juca Jr., exibida pela TV Tupi entre 1969 e 1970).

## Elenco
- Armando Bógus...João Juca Júnior (J.J.J.)
- Rodolfo Arena...Seu Santinho, amigo bêbado de J.J.J.
- Estelita Bell...Dona Conceição, mãe de J.J.J.
- Anselmo Vasconcelos...ladrão
- Henrique César...síndico
- Beatriz Lyra...dona da esmeralda
- Marthus Mathias...marido da dona da esmeralda
- Maracy Mello...Sílvia
- Julia Miranda...vizinha
- Alan Pedro...Crocodilo
- José Luiz Rodi...Isidoro

## Sinopse
João Juca Júnior (J.J.J.) é um humilde chaveiro o qual trabalha no Rio de Janeiro. Ele mora com a mãe, a enfermeira encrenqueira Dona Conceição, no décimo segundo andar de um prédio com o elevador quebrado e constante falta d'água. Fã de quadrinhos, sempre fantasia que é um detetive particular o qual  impressiona Sílvia, sua amada que o ignora completamente. Certo dia, J.J.J. pede demissão do emprego e coloca um anúncio no jornal oferecendo serviços como "detetive particular". Enquanto isso, o menino "Crocodilo", engraxate amigo de J.J.J., descobre em suas coisas uma esmeralda roubada no valor de 10 milhões de cruzeiros. Ele conta a J.J.J. e este percebe que essa é sua grande chance de ficar conhecido como detetive. Ele então prepara-se para enfrentar o ladrão, o qual, ele sabe, certamente virá atrás da joia.